# Веніамін Смірнов (єпископ)
Єпископ Веніамін Смірнов (в миру Василь Смирнов; 1829 , Калуга — 7 (19) травня 1890, Воронеж) — єпископ Відомства православного сповідання Російської імперії, єпископ Воронезький і Задонський.

## Життєпис
Початкову освіту отримав у Курській духовній семінарії.
В 1855 закінчив Київську духовну академію зі ступенем кандидата богослов'я.
9 листопада 1856 призначений інспектором Воронезького духовного училища.
31 березня 1862 постригся в чернецтво, 4 квітня рукоположений на ієродиякона, а 5 квітня — на ієромонаха.
3 вересня того ж року призначений інспектором Чернігівської духовної семінарії.
22 травня 1866 переведений інспектором Псковської духовної семінарії.
26 березня 1868 зведений в сан архімандрита і призначений виконувачем обов'язків ректораДонської духовної семінарії.
4 березня 1879 хіротонізований на єпископа Єкатеринбурзького, вікарія Пермської єпархії.
З 5 квітня 1882 — єпископ Оренбурзький і Уральський.
В оренбурзький період життя єпископ Веніамін був учасником зборів архієреїв у Казани, где разом з іншими єпископами підписав пастирське звернення до старообрядців.
З 1 травня 1886 — єпископ Воронезький і Задонський.
В Воронежі Веніамін виявив себе як благодійник, відрізнявся добротою і чуйністю. Через слабке здоров'я вів «замкнене і одноманітне життя», був супротивником показного благочестя.
Єпископ Веніамін нічим не відрізнявся як вчений чоловік, навіть красномовством не блищав, але за життям був суворим аскетом. У думках і словах завжди стриманий. Схиляв до себе глибокою смиренністю, довірливістю і любов'ю до всіх, і особливо до сиріт, і старанним служінням у храмах єпархії.
Помер 7 травня 1890. Похований в Благовіщенському соборі.